# بيلي تشو
بيلي تشو (بالصينية: 周比利) هو ملاكم كيك بوكسينغ وممثل كندي وصيني، ولد في 24 أغسطس 1958 بكالغاري في كندا.

## وصلات خارجية
- بيلي تشو على موقع IMDb (الإنجليزية)
- بيلي تشو على موقع قاعدة بيانات الفيلم (الإنجليزية)